# Лобойко Костянтин Іванович
Костянти́н Іва́нович Лобо́йко (пол. Konstanty Łobojko; близько 1832, Східна Галичина — †7 лютого 1904, Київ) — український і польський актор, антрепренер, балетмейстер і фотограф.

## Біографічні дані
1862—1877 (з перервами) керував власною театральною трупою, з якою гастролював у Польщі та Східній Галичині.
1879—1900 працював у Києві фотографом.
Автор спогадів «З пам'ятника» (1861, опубліковано 1963 у Варшаві).

## Ролі
- Микола («Наталка Полтавка» Івана Котляревського).
- Козак («Козак і мисливець» Вітошинського).
- Солодуха («Мед каштелянський» Крашевського).
- Свістос («Краків'яни і гуралі» Богуславського).